# Keely Hodgkinson
Keely Nicole Hodgkinson (Wigan, 3 maart 2002) is een Brits atlete, die is gespecialiseerd in de 800 m. Zij nam tweemaal deel aan de Olympische Spelen en behaalde hierbij een zilveren medaille in 2021 en een gouden in 2024. Op de wereldkampioenschappen veroverde ze in 2022 en in 2023 telkens één zilveren medaille.

## Biografie

### 2021: debuut op het hoogste niveau, Europees indoorkampioene en olympisch zilver
Na succesvolle jaren in de jeugdreeksen werd Hodgkinson in 2020 Brits kampioene bij de senioren op de 800 m en dit zowel indoor als outdoor. In maart 2021 liep ze op de Europese indoorkampioenschappen haar eerste grote internationale toernooi. Amper vijf dagen naar haar 19e verjaardag liep zij daar naar de titel op de 800 m, voor de Poolse atletes Joanna Jóźwik en Angelika Cichocka. Hiermee werd Hodgkinson de jongste Europese indoorkampioene uit de geschiedenis op de 800 m. Amper enkele maanden later won Hodgkinson de 800 m tijdens de Golden Spike Ostrava. Met een tijd van 1.58,89 dook zij ook voor het eerst onder de grens van 2 minuten. Dankzij een nieuwe nationale titel wist zij zich vervolgens ook te kwalificeren voor de Olympische Spelen in Tokio. Op deze Spelen plaatste zij zich met een tweede plaats in de reeksen en winst in de halve finale voor de finale. In deze finale werd zeer snel gelopen met voor het eerst zeven atletes die sneller liepen dan 1.58. Hodgkinson zelf liep in een persoonlijk en Brits record van 1.55,88 naar de zilveren medaille, achter de Amerikaanse Athing Mu. Later in het seizoen was zij de snelste op de 800 m tijdens de Weltklasse Zürich, haar eerste overwinning in een Diamond League-wedstrijd.

### 2022: Europees kampioene, zilver op WK
Op de wereldindoorkampioenschappen in maart 2022 kon Hodgkinson niet starten als gevolg van een blessure aan de quadriceps, die zij tijdens de opwarming opliep. Op 21 mei 2022 liep zij naar de overwinning op de 800 m tijdens de Birmingham Diamond League meeting, waarna ze later dat seizoen in het Diamond League-programma ook de beste was tijdens de Prefontaine Classic en de Bislett Games. Op de WK in Eugene liep zij naar de zilveren medaille op de 800 m, wederom achter de Amerikaanse Athing Mu. In augustus 2022 veroverde zij haar eerste grote titel bij de senioren dankzij winst in de finale van de 800 m tijdens de Europese kampioenschappen in München.

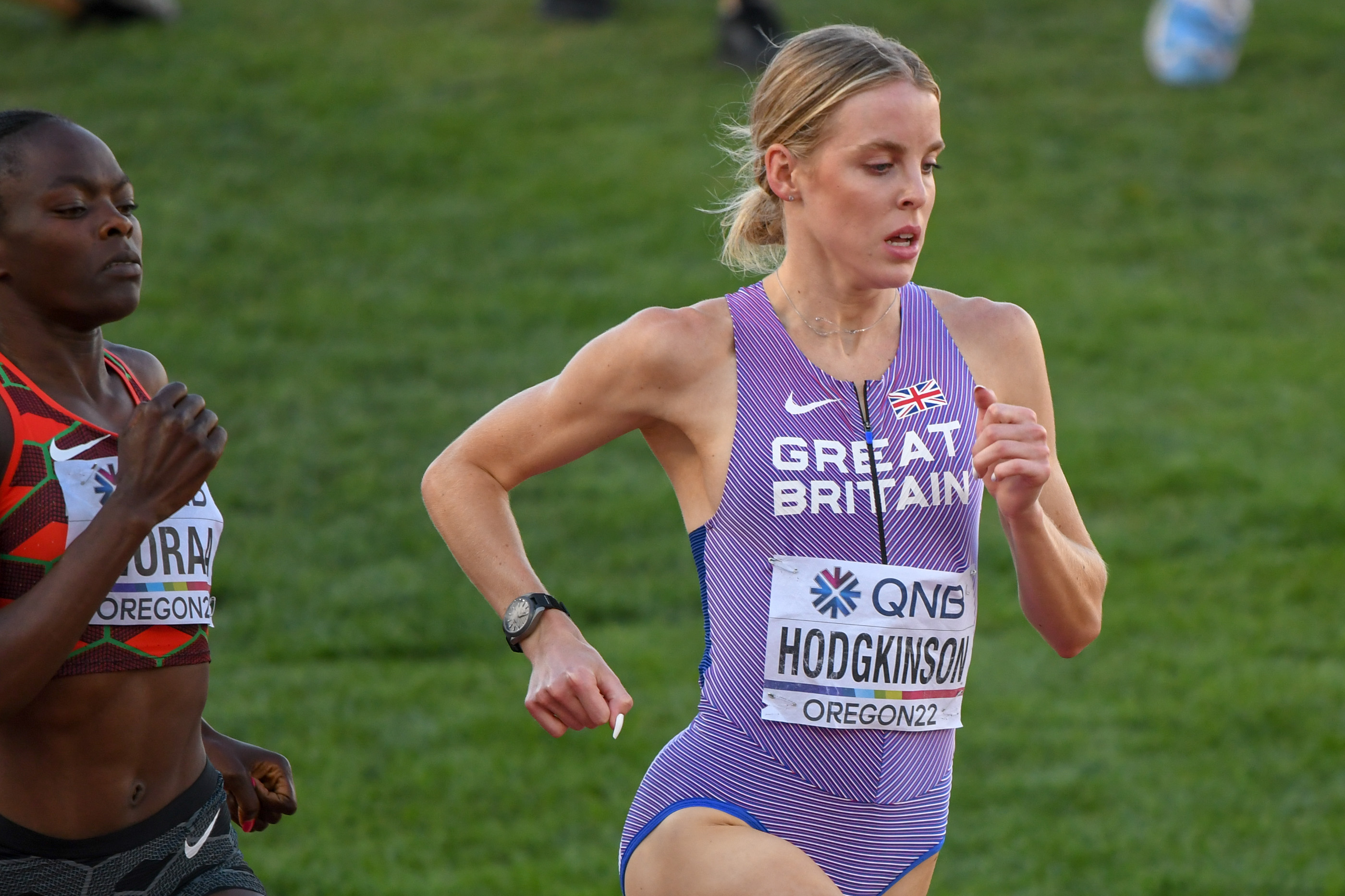
In actie tijdens het Wereldkampioenschappen atletiek 2022.

### 2023: Europees indoorkampioene
In 2023 prolongeerde Hodgkinson haar Europese indoortitel tijdens de EK indoor in Istanbul. Met haar winnende eindtijd van 1.58,66 finishte zij als enige binnen de 2 minuten. Half juli nam zij deel aan de EK U23 in het Finse Espoo, waar zij op de 400 m in de finale op het laatste rechte stuk een boeiend duel om de bronzen medaille uitvocht met de Nederlandse Zoë Sedney. Beiden kwamen in dit duel tot een PR-prestatie, dat door Hodgkinson werd gewonnen in 51,76 s, terwijl Sedney 52,20 liet klokken.
In augustus was de verdeling van de medailles in de finale van de 800 m tijdens de WK van Boedapest een kwestie die werd uitgevochten tussen Keely Hodgkinson, Athing Mu en de Keniaanse Mary Moraa. Op het laatste rechte stuk wist Hodgkinson de Amerikaanse Mu binnendoor te passeren, maar slaagde er niet in om Moraa te achterhalen. Die eiste in 1.56,03 het goud voor zich op, terwijl de Britse in 1.56,34 finishte; voor Mu werd 1.56,61 genoteerd. In de laatste Diamond League wedstrijd van het jaar, de Prefontaine Classic, nam Hodgkinson revanche op Moraa door die nu wel voor te blijven. Haar prima eindtijd van 1.55,19, een verbetering van haar eigen nationale record, werd echter overtroffen door de 1.54,97 van Mu, eveneens een nationaal record, die de wedstrijd weliswaar won, maar die deelnam op een wildcard en daardoor buiten de officiële Diamond League ranking bleef. Hodgkinson werd zodoende voor de tweede keer winnares van de Diamond League Trofee, die zij eerder al een keer in 2021 had gewonnen.

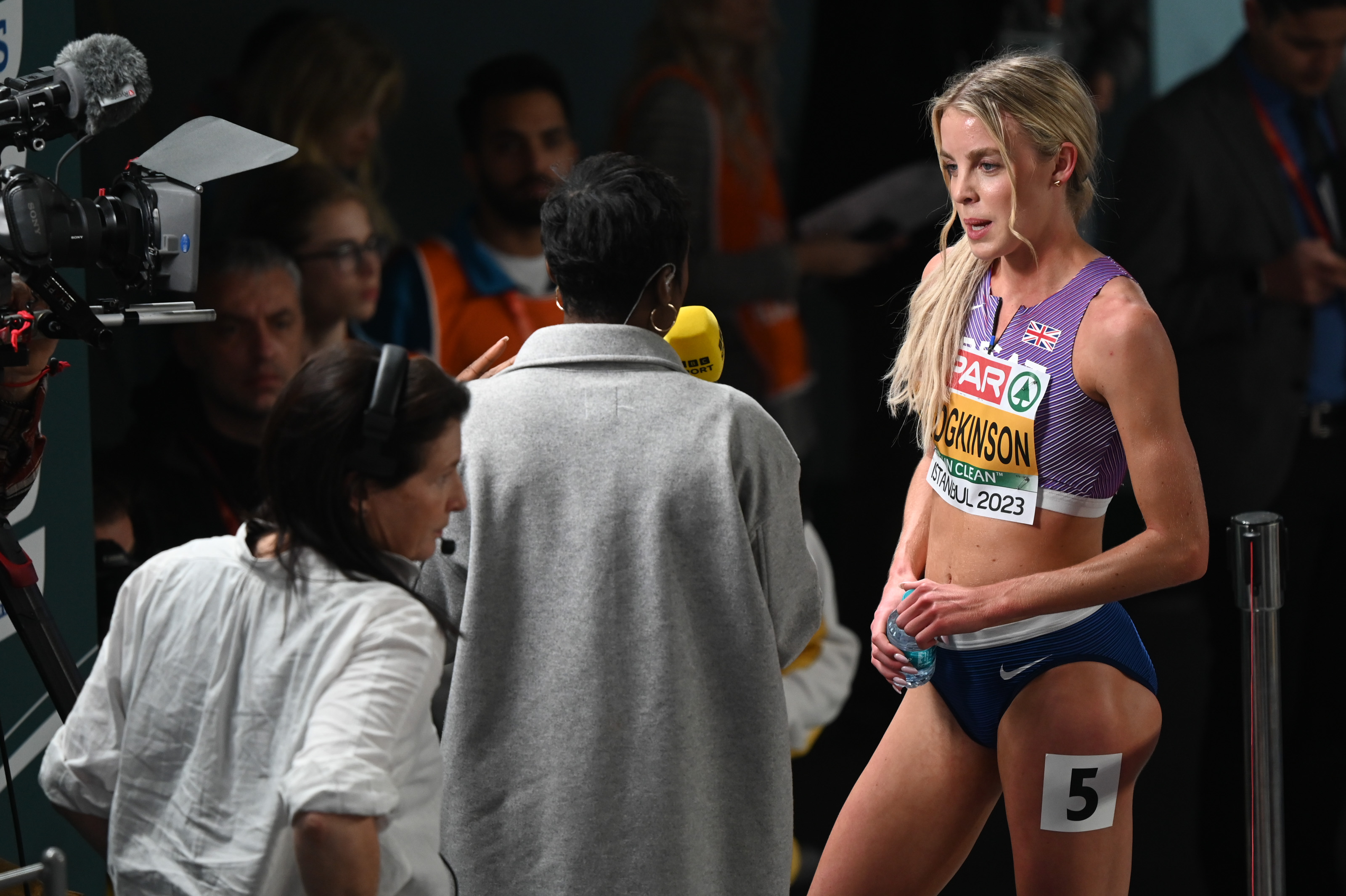
Na afloop van de 800 meter tijdens de Europese kampioenschappen indooratletiek 2023 geïnterviewd door de BBC.

### 2024: Europees en olympisch kampioene
In 2024 sloegen enkele Engelse topatleten, onder wie Keely Hodgkinson, het indoorseizoen over om zich optimaal te kunnen focussen op de naderende Olympische Spelen in Parijs. Hodgkinson begon haar wedstrijdseizoen ditmaal op 15 mei bij een wedstrijd in het Italiaanse Savona, waar zij deelnam aan een 400 m en in haar persoonlijk beste tijd van 51,61 tweede werd achter de Ierse Sharlene Mawdsley. Tien dagen later liep zij haar eerste 800 m tijdens de Prefontaine Classic in Eugene, waarin zij regerend wereldkampioene Mary Moraa versloeg in 1.55,78, de beste wereldjaarprestatie. Nog geen drie weken later prolongeerde zij op de EK in Rome met een winnende tijd van 1.58,65 haar Europese titel op de 800 m. In juli nam zij vervolgens deel aan de London Athletics Meet, die deel uitmaakte van het Diamond League-programma. Daar verbeterde zij op de 800 m in 1.54,61 haar vorige nationale record van 1.55,19 van september 2023. Ze stond nu de zesde plaats van de ranglijst aller tijden op deze afstand.

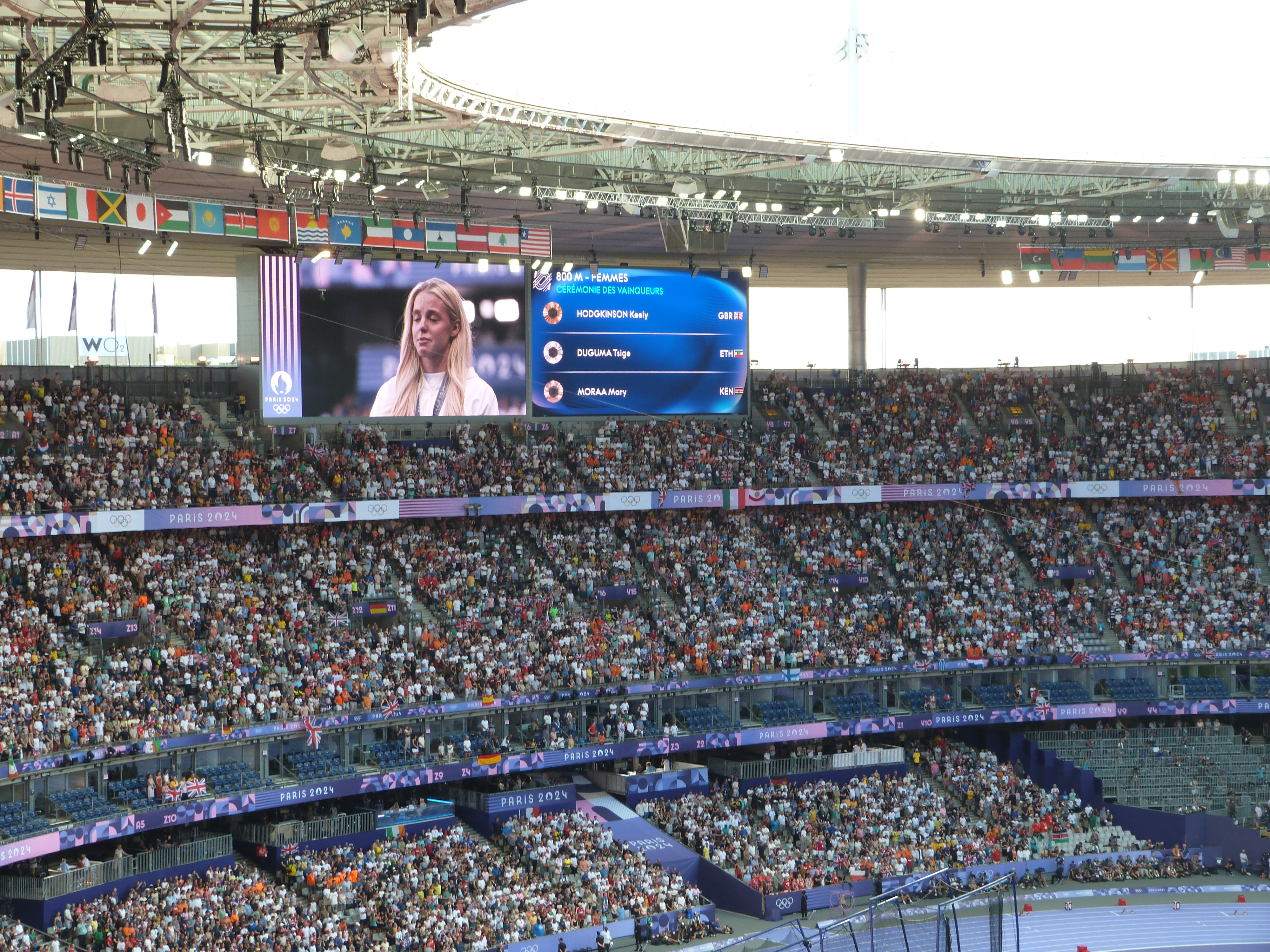
De medailleceremonie tijdens de Olympische Zomerspelen 2024.

Op de Spelen in Parijs was het jammer dat de vorige olympisch kampioene, Athing Mu, tijdens de Amerikaanse Olympic Trials door een valpartij kwalificatie voor Parijs was misgelopen. Desondanks werd het een finale van hoog niveau, gewonnen door Hodgkinson in 1.56,72, direct gevolgd door de Ethiopische Tsige Duguma, die met 1.57,15 sneller was dan ooit, en met Mary Moraa in 1.57,42 als derde. Het was het hoogtepunt in de carrière van de Britse, die op 21 augustus liet weten dat ze de rest van het jaar niet meer in actie zou komen vanwege een blessure.
Aan het eind van het jaar werd zij gekozen tot BBC Sports Personality of the Year. Het Britse publiek verkoos haar boven darter Luke Littler en cricketspeler Joe Root.

## Titels
- Olympisch kampioene 800 m - 2024
- Europees kampioene 800 m - 2022, 2024
- Europees indoorkampioene 800 m - 2021, 2023
- Europees kampioene 800 m U18 - 2018
- Brits kampioene 800 m - 2020, 2021, 2023
- Brits indoorkampioene 800 m - 2020

## Persoonlijke records
Outdoor
| Afstand | Prestatie    | Datum            | Plaats       |
| ------- | ------------ | ---------------- | ------------ |
| 400 m   | 51,61 s      | 15 mei 2024      | Savona       |
| 800 m   | 1.54,61 (NR) | 20 juli 2024     | Londen       |
| 1500 m  | 4.30,00      | 1 september 2017 | Loughborough |

Indoor
| Afstand | Prestatie     | Datum            | Plaats     |
| ------- | ------------- | ---------------- | ---------- |
| 400 m   | 52,42 s       | 27 februari 2022 | Birmingham |
| 600 m   | 1.23,41 (WBP) | 28 januari 2023  | Manchester |
| 800 m   | 1.57,18 (NR)  | 25 februari 2023 | Birmingham |

## Palmares

### 400 m
- 2023:  EK U23 - 51,76 s

### 800 m
- 2018:  EK U18 - 2.04,84
- 2019:  EK U20 - 2.03,40
- 2020:  Britse indoorkamp. - 2.04,37
- 2020:  Britse kamp. - 2.03,24
- 2021:  Britse kamp. - 1.59,61
- 2021:  OS - 1.55,88
- 2021:  EK Indoor - 2.03,88
- 2022:  WK - 1.56,38
- 2022:  Gemenebestspelen - 1.57,40
- 2022:  EK - 1.59,04
- 2023:  EK Indoor - 1.58,66
- 2023:  Britse kamp. - 1.58,26
- 2023:  WK - 1.56,34
- 2024:  EK - 1.58,65
- 2024:  OS - 1.56,72

Diamond League-podiumplaatsen
- 2021:  Memorial Van Damme - 1.58,16
- 2021:  Weltklasse Zürich - 1.57,98
- 2021:   Diamond League
- 2022:  Birmingham Diamond League - 1.58,63
- 2022:  Prefontaine Classic - 1.57,72
- 2022:  Bislett Games - 1.57,71
- 2022:  BAUHAUS-galan - 1.58,18
- 2023:  Meeting de Paris - 1.55,77
- 2023:  Athletissima - 1.58,37
- 2023:  Prefontaine Classic - 1.55,19 (NR)
- 2023:   Diamond League
- 2024:  Prefontaine Classic - 1.55,78
- 2024:  London Athletics Meet - 1.54,61 (NR)

1928: Lina Radke ·
1960: Ljoedmila Sjevtsova ·
1964: Ann Packer ·
1968: Madeline Manning ·
1972: Hildegard Falck ·
1976: Tatjana Kazankina ·
1980: Nadezjda Olizarenko ·
1984: Doina Melinte ·
1988: Sigrun Wodars ·
1992: Ellen van Langen ·
1996: Svetlana Masterkova ·
2000: Maria Mutola ·
2004: Kelly Holmes ·
2008: Pamela Jelimo ·
2012: Caster Semenya ·
2016: Caster Semenya ·
2020: Athing Mu ·
2024: Keely Hodgkinson